# Manuel Guedán
Manuel Guedán Vidal (Madrid, 1985) es un escritor y editor español.

## Trayectoria
Hijo del Doctor en Ciencias Políticas y de la Administración por la Universidad Complutense de Madrid (UCM) Manuel Guedán Menéndez, Guedán se licenció en Filología Española en la Universidad Autónoma de Madrid (UAM) en 2007. Como investigador de la literatura queer latinoamericana y de la novela crítica española, entre 2010 y 2013 realizó estancias en la Universidad de París IV París Sorbonne, en la Universidad de California en Berkeley y en la Universidad de Nueva York.
Finalmente, Guedán se doctoró en 2013 en Literatura Latinoamericana por la Universidad Autónoma de Madrid con la tesis sobre el escritor argentino Manuel Puig titulada La narrativa de Manuel Puig y su presencia en los escritores latinoamericanos de entresiglos: ecos y reescrituras, que recibió el Premio Extraordinario de Doctorado.
Como docente, Guedán impartió en 2013 y 2014 seminarios de posgrado en el Centro de Investigación en Ciencia, Arte y Humanidades de la Universidad de Monterrey, en México. También ha sido profesor asociado de Literatura postcolonial hispanoamericana y Literatura hispanoamericana en la Universidad Autónoma de Madrid (2018-2019), de Literatura hispanoamericana en la Universidad de Burgos (2021) y de Didáctica de la Literatura en la Universidad de Alcalá (2021-2022). Desde 2016, es también profesor de escritura creativa en la escuela Hotel Kafka de Madrid.
En su faceta de editor, trabajó en la Editorial Demipage de 2013 a 2016. También dirigió la edición española de la revista literaria Buensalvaje de 2014 a 2016, año en el que empezó a trabajar en la Editorial Lengua de Trapo donde es codirector de la colección Nuevos Episodios Nacionales.
Como autor, ha publicado varios ensayos, como Literatura Max Factor en 2018, y dos novelas, Los favores en 2016 y Los sueños asequibles de Josefina Jarama en 2022, ambientada en la ruta del bakalao y que trata sobre la precariedad laboral en la sociedad española del siglo XXI. También ha escrito, por encargo, novelas de vikingos, libros de entrevistas, memorias y cuentos infantiles. Además, en 2019, coordinó la edición del libro Sitcom. La comedia en la sala de estar de Lengua de Trapo, y ha participado en algunos libros colectivos como Convocando al fantasma. Novela crítica en la España actual (2015), o Cuentos de barro (2020).
En 2018, se casó con la política Rita Maestre.

## Obra

### Ensayo
- 2013 – Yo dormí con un fantasma: el espectro de Manuel Puig en Alan Pauls y Mario Bellatin. Aldus, México DF. ISBN 978-60-777427-7-7.[26]
- 2018 – Literatura Max Factor. Manuel Puig y los escritores corruptos latinoamericanos. Punto de Vista, Madrid. ISBN 978-84-16876-55-6.[27]

### Entrevistas
- 2016 – Podemos, una historia colectiva. Ediciones Akal, Madrid. ISBN 978-84-460-4364-5.[28]

### Novela
- 2016 – Los favores. La Palma, Madrid. ISBN 9788494556548.[29]
- 2022 – Los sueños asequibles de Josefina Jarama. Alfaguara, Madrid. ISBN 9788420461120.[30]

## Reconocimientos
De 2009 a 2013, Guedán recibió una Beca de Formación para Personal Investigador de la Universidad Autónoma de Madrid (UAM) que le permitió realizar estancias en la Universidad de París IV París Sorbonne, en la Universidad de California en Berkeley y en la Universidad de Nueva York. Además, en 2013 su tesis sobre el escritor argentino Manuel Puig titulada La narrativa de Manuel Puig y su presencia en los escritores latinoamericanos de entresiglos: ecos y reescrituras, recibió el Premio Extraordinario de Doctorado.